# Борусів (зупинний пункт)
Борусів — пасажирський залізничний зупинний пункт Львівської дирекції Львівської залізниці розташований на одноколійній, неелектрифікованій лінії Львів — Ходорів.
Розташований у с. Борусів Жидачівського району між станціями Вибранівка та Бориничі.
На зупинному пункті зупиняються приміські поїзди.